# Galilei-féle négyzetes, köbös törvény

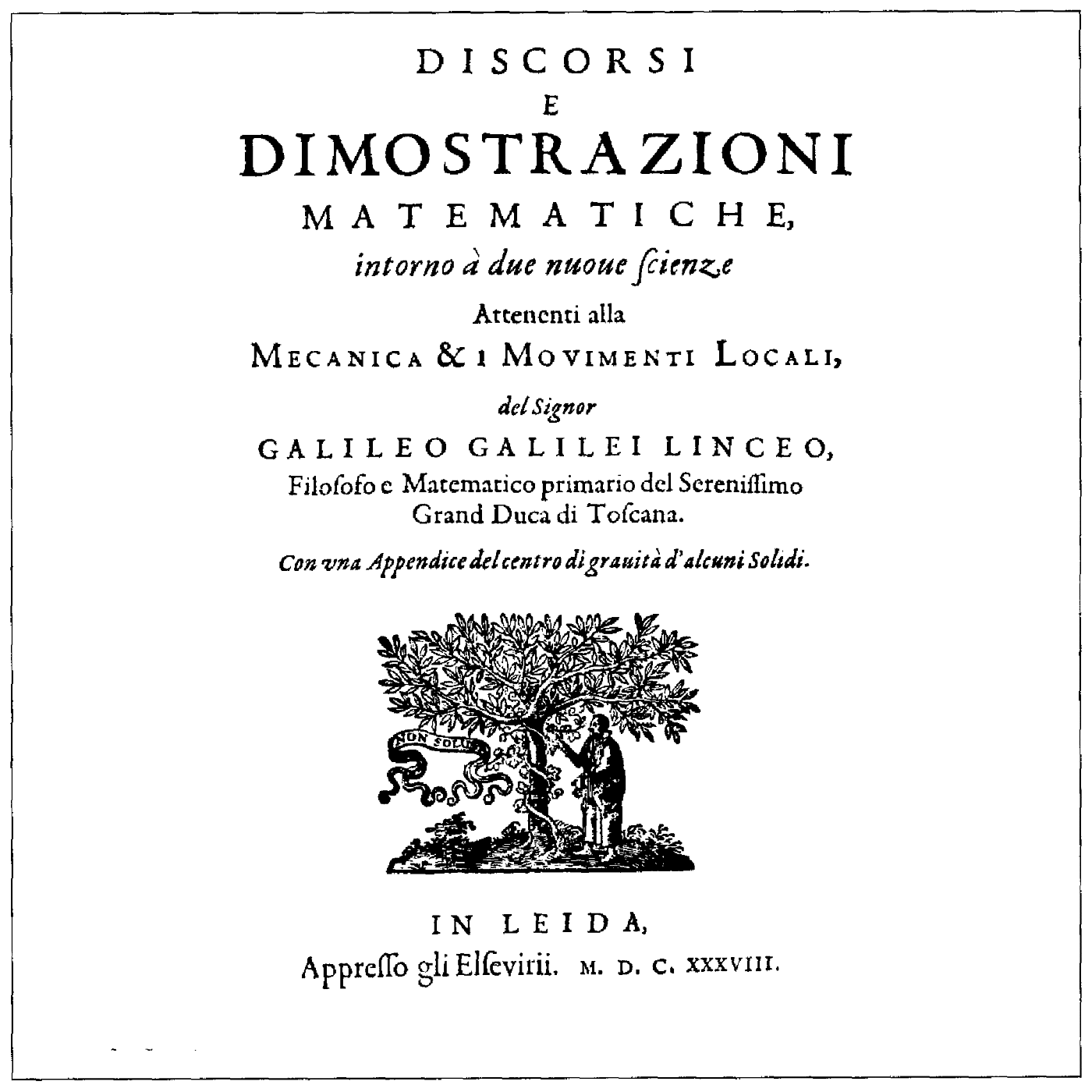
A tétel először a Két új tudomány című könyvben jelent meg (1638)

A Galilei-féle törvény egy matematikai tétel, ami hasonló alakzatok területeinek, térfogatainak arányát írja le a hasonlóság arányával (a megfelelő oldalak hosszának aránya). Először 1638-ban írta le Galileo Galilei.
A tétel szóban megfogalmazva annyit tesz: ha egy alakzatot nagyítunk, akkor annak területe gyorsabb ütemben nő, mint ahogy az alakzat oldala nő, ill. az alakzat térfogata gyorsabb ütemben nő, mint a területe (és az előzőek alapján, mint az oldala).

## A tétel matematikailag
A és B hasonló alakzatok és a megfelelő oldalak aránya legyen {\displaystyle \lambda } (a továbbiakban: a hasonlóság aránya). 
A és B területeinek aránya: 
{\displaystyle {\frac {T_{A}}{T_{B}}}=\lambda ^{2}}
Hasonlóan ehhez A és B térfogatainak aránya:
{\displaystyle {\frac {V_{A}}{V_{B}}}=\lambda ^{3}}
Például adott két hasonló háromszög, ahol a hasonlóság aránya 2, tehát az egyik háromszög dupla akkora, mint a másik (a megfelelő oldalaik aránya 2), akkor a nagyobb háromszög területe a kisebb 4-szerese. 
Ha adott két kocka (bármely két kocka hasonló) és az egyik duplaakkora, mint a másik, akkor a nagyobb kocka felszíne a kisebb 4-szerese, míg a térfogata annak 8-szorosa.

## Gyakorlati alkalmazások

### A magyar matematikai érettségin
A magyar érettségin követelményként szerepel mind középszinten, mind emelt szinten.
"Tudja és alkalmazza feladatokban a hasonló síkidomok területének arányáról és a hasonló testek felszínének és térfogatának arányáról szóló tételeket."

### Tárgyak esésekor
Ha adott két tárgy, amik hasonlóak egymáshoz és a Föld felé esnek, és a sűrűségük megegyezik, akkor míg a nagyobb tárgy tömege köbösen nőtt meg a kisebbhez képest, addig a felülete csak négyzetesen. Ez azt jelenti, hogy az egységnyi tömegre eső közegellenállás kisebb lesz (mivel a közegellenállás a felülettel arányos), tehát a nagyobb testre nagyobb eredő erő gyorsulás hat, vagyis hamarabb ér földet.

## Fordítás
Ez a szócikk részben vagy egészben  a   Square–cube law című angol Wikipédia-szócikk fordításán alapul.  Az eredeti cikk szerkesztőit annak laptörténete sorolja fel. Ez a jelzés csupán a megfogalmazás eredetét és a szerzői jogokat jelzi, nem szolgál a cikkben szereplő információk forrásmegjelöléseként.